# Bernhardzell
Bernhardzell ist eine Ortschaft sowie eine Orts- und Kirchgemeinde in der politischen Gemeinde Waldkirch im Wahlkreis St. Gallen des Schweizer Kantons St. Gallen.

## Geographie, Verkehr
Bernhardzell liegt zwischen der Sitter und dem Tannenberg an der Strasse Wittenbach–Waldkirch. Die Ortschaft besteht aus dem Dorf Bernhardzell, den Siedlungen Engi und Schöntal und weiteren Weilern. Bernhardzell wird von der Postautolinie Wittenbach–Waldkirch–Arnegg im Stundentakt erschlossen.

## Geschichte

Luftaufnahme von Walter Mittelholzer aus dem Jahr 1927

Abtbischof Salomo III. von Konstanz-St. Gallen inkorporierte 898 Bernhardzell in der von ihm in der Stadt St. Gallen errichteten Kirche St. Mangen. Aus diesem Jahr stammt auch die erste urkundliche Erwähnung des Orts als Pernhartescellam. Die Vogtei Bernhardzell wurde 1302 an die Herren von Griesenberg verpfändet. Aus dem Jahr 1393 besteht eine Offnung. 1394 wurde Bernhardzell vom Kloster St. Gallen zurückgekauft und war bis 1798 als Hauptmannschaft des Hofgerichts ein Teil des Landshofmeisteramtes der Fürstabtei St. Gallen. 1803 wurde Bernhardzell mit Waldkirch zur politischen Gemeinde Waldkirch vereinigt.
Nach zeitweiligem Anschluss 1528 bis 1531 an die Reformation wurde Bernhardzell 1531 von der reformiert bleibenden Stadtkirche St. Mangen abgetrennt und 1548 die katholische Pfarrei Bernhardzell gegründet. 1776 bis 1778 erfolgte der Bau der heutigen Pfarrkirche St. Johannes Baptist durch Johann Ferdinand Beer als prächtiger Zentralbau mit Deckengemälden von Franz Ludwig Herrmann und Rokokostuckaturen von Peter Anton Moosbrugger.

## Bevölkerung
| Jahr      | 1825                | 1950  | 1990  | 2019  |
| Einwohner | 647 (kath. Pfarrei) | 678   | 860   | 936   |
| Quelle    | [ 3 ]               | [ 3 ] | [ 3 ] | [ 1 ] |

## Politik und Schule
Die Schulgemeinde Bernhardzell fusionierte am 1. Januar 2011 mit der Primarschulgemeinde Waldkirch, der Oberstufenschulgemeinde Waldkirch-Bernhardzell und der politischen Gemeinde Waldkirch zur Einheitsgemeinde Waldkirch. Nach wie vor besitzt Bernhardzell eine eigene Primarschule.

## Truppenübungsplatz

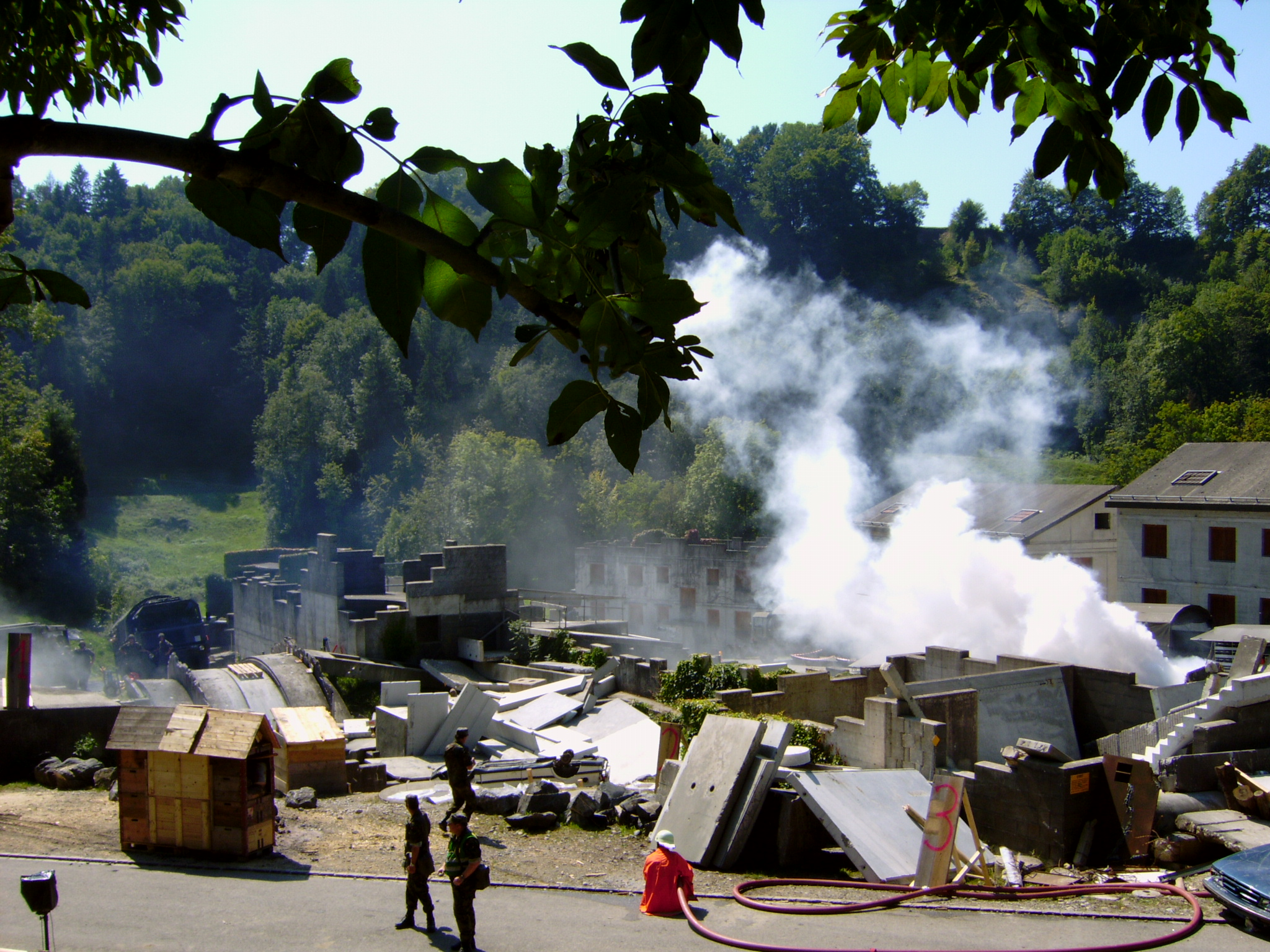
Trümmerdorf auf dem Truppenübungsplatz Bernhardzell

Seit 1990 betreibt die Schweizer Armee in Bernhardzell einen Truppenübungsplatz. Die 1996 erbaute 300-Meter-Schiessanlage auf dem Armeegelände wird von den Schützenvereinen Waldkirch, Bernhardzell und Häggenschwil genutzt. 2017 wurde auf dem Truppenübungsplatz das Ostschweizer Feuerwehr-Ausbildungszentrum eröffnet, das aus Brandhaus, einem Brandfeld und einem Logistikgebäude besteht. Das Brandhaus ist ein Übungsgebäude, in dem Brand- und Rettungssituationen simuliert werden können. Im Trümmerdorf auf der Übungsanlage der Armee können die Feuerwehren das Vorgehen bei einer Überschwemmung proben.

## Sehenswürdigkeiten
Die katholische Pfarrkirche St. Johannes Baptist und die Wannenbrücke, eine gedeckte Holzbrücke über die Sitter, sind in der Liste der Kulturgüter in Waldkirch aufgeführt.

## Persönlichkeiten
- Meinrad Hengartner (1925–1984), Jugendführer
- Cristian Jakob Krapf (* 1936), Altbischof von Jequié in Brasilien